# Campeonato Brasileiro
Campeonato Brasileiro (även kallat Brasileirão) är den brasilianska ligan i fotboll. Ligan är idag uppdelad i tre olika divisioner; Série A, B och C, där A är den högsta och C den lägsta divisionen.
Varje säsong flyttas de fyra sämsta lagen från Série A ner till Série B och de fyra bästa från Série B upp till Série A.

## Série A-vinnare
| År   | Vinnare             | Andraplats          | Tredjeplats       | Fjärdeplats         |
| ---- | ------------------- | ------------------- | ----------------- | ------------------- |
| 2011 | Corinthians         | Vasco               | Fluminense        | Flamengo            |
| 2010 | Fluminense          | Cruzeiro            | Corinthians       | Grêmio              |
| 2009 | Flamengo            | Internacional       | São Paulo         | Cruzeiro            |
| 2008 | São Paulo           | Grêmio              | Cruzeiro          | Palmeiras           |
| 2007 | São Paulo           | Santos              | Flamengo          | Fluminense          |
| 2006 | São Paulo           | Internacional       | Grêmio            | Santos              |
| 2005 | Corinthians         | Internacional       | Goiás             | Palmeiras           |
| 2004 | Santos              | Atlético Paranaense | São Paulo         | Palmeiras           |
| 2003 | Cruzeiro            | Santos              | São Paulo         | São Caetano         |
| 2002 | Santos              | Corinthians         | Grêmio            | Fluminense          |
| 2001 | Atlético Paranaense | São Caetano         | Fluminense        | Atlético Mineiro    |
| 2000 | Vasco               | São Caetano         | Cruzeiro          | Grêmio              |
| 1999 | Corinthians         | Atlético Mineiro    | São Paulo         | Vitória             |
| 1998 | Corinthians         | Cruzeiro            | Santos            | Portuguesa          |
| 1997 | Vasco               | Palmeiras           | Internacional     | Flamengo            |
| 1996 | Grêmio              | Portuguesa          | Atlético Mineiro  | Goiás               |
| 1995 | Botafogo            | Santos              | Cruzeiro          | Fluminense          |
| 1994 | Palmeiras           | Corinthians         | Guarani           | Atlético Mineiro    |
| 1993 | Palmeiras           | Vitória             | Corinthians       | São Paulo           |
| 1992 | Flamengo            | Botafogo            | Bragantino        | Vasco               |
| 1991 | São Paulo           | Bragantino          | Fluminense        | Atlético Mineiro    |
| 1990 | Corinthians         | São Paulo           | Grêmio            | Bahia               |
| 1989 | Vasco               | São Paulo           | Cruzeiro          | Botafogo            |
| 1988 | Bahia               | Internacional       | Fluminense        | Grêmio              |
| 1987 | Sport               | Guarani             | Flamengo          | Internacional       |
| 1986 | São Paulo           | Guarani             | Atlético Mineiro  | América (RJ)        |
| 1985 | Coritiba            | Bangu               | Brasil de Pelotas | Atlético Mineiro    |
| 1984 | Fluminense          | Vasco               | Grêmio            | Corinthians         |
| 1983 | Flamengo            | Santos              | Atlético Mineiro  | Atlético Paranaense |
| 1982 | Flamengo            | Grêmio              | Guarani           | Corinthians         |
| 1981 | Grêmio              | São Paulo           | Botafogo          | Ponte Preta         |
| 1980 | Flamengo            | Atlético Mineiro    | Internacional     | Coritiba            |
| 1979 | Internacional       | Vasco               | Coritiba          | Palmeiras           |
| 1978 | Guarani             | Palmeiras           | Internacional     | Vasco               |
| 1977 | São Paulo           | Atlético Mineiro    | Londrina          | Operário            |
| 1976 | Internacional       | Corinthians         | Atlético Mineiro  | Fluminense          |
| 1975 | Internacional       | Cruzeiro            | Santa Cruz        | Fluminense          |
| 1974 | Vasco               | Cruzeiro            | Internacional     | Santos              |
| 1973 | Palmeiras           | São Paulo           | Cruzeiro          | Internacional       |
| 1972 | Palmeiras           | Botafogo            | Internacional     | Corinthians         |
| 1971 | Atlético Mineiro    | São Paulo           | Botafogo          | Corinthians         |

- São Paulo FC: 6 titlar vunnit
- CR Flamengo: 5 titlar vunnit
- SC Corinthians Paulista: 5 titlar vunnit
- CR Vasco da Gama: 4 titlar vunnit
- SE Palmeiras: 4 titlar vunnit
- SC Internacional: 3 titlar vunnit
- Grêmio FBPA: 2 titlar vunnit
- Fluminense FC: 2 titlar vunnit
- Santos FC: 2 titlar vunnit
- Cruzeiro EC: 1 titlar vunnit
- Clube Atlético Mineiro: 1 titlar vunnit
- Clube Atlético Paranaense: 1 titlar vunnit
- Coritiba FBC: 1 titlar vunnit
- Botafogo FR: 1 titlar vunnit
- Sport Club do Recife: 1 titlar vunnit
- Guarani FC: 1 titlar vunnit
- EC Bahia: 1 titlar vunnit